# Danilo Ikodinović
Danilo "Dača" Ikodinović, en serbe cyrillique Данило Икодиновић-Дача (né le 4 octobre 1976 à Belgrade), est un joueur de water polo yougoslave puis serbe. Aux Jeux olympiques d'été de 2000, avec son équipe représentant la Yougoslavie, il a obtenu la médaille de bronze et, aux Jeux olympiques d'été de 2004, la médaille d'argent avec l'équipe de Serbie-et-Monténégro.
Danilo Ikodinović mesure 1,87 m et pèse 94 kg.

## Carrière
Pendant la saison 2005-2006, Danilo Ikodinović a joué au sein du VK Partizan.

## Vie privée
En 2000, Danilo Ikodinović s'est marié avec son amie Anja, qui a donné naissance à leur fille Andrea. Le couple s'est séparé en 2003.
En juillet 2006, il s'est remarié à la chanteuse pop Nataša Bekvalac. Le couple a une fille, Hana, née en mars 2007, tandis que Danilo Ikodinović participait aux Championnats du monde à Melbourne. La même année, il a posé en tant que modèle pour la marque de sous-vêtements ExtremeIntimo.

### Accident de moto
Le 27 juin 2008, Danilo Ikodinović a eu un accident de moto, alors qu'il roulait sur une route régionale entre Zrenjanin et Novi Sad ; il a été gravement blessé.